# Rolovací garážová vrata
Rolovací garážová vrata jsou jedním z typů garážových vrat určených pro rodinné i průmyslové objekty. Rolovací garážová vrata jsou charakteristická lamelami, které se pohybují na vodících lištách. Lamely jsou pomocí elektrického pohonu namotávány na hřídel v boxu. Díky tomu nezabírají vrata v garáži příliš místa. Samotné lamely jsou vyráběné z hliníku nebo oceli a dokonce mohou být i z akrylátového skla a průhledné, čímž je zajištěn přístup slunečního světla do garáže.
Jednotlivé lamely jsou navzájem propojeny zámky, které jsou však choulostivé na náraz (např. automobilem), ale v případě poškození se dají lamely jednoduše vyměnit kus za kus.

## Ovládání
Rolovací garážová vrata se dají běžně dálkově ovládat, ale mohou se otevírat a zavírat také ručně. Kromě toho lze signál k otevírání a zavírání vrat sladit s dalšími prvky, například osvětlení nebo vjezdová brána.

## Výhody a nevýhody
Rolovací vrata se sice vyznačují nižší pořizovací cenou, než např. vrata sekční, avšak díky přítomnosti motoru patří obecně k dražším typům dveří. Dále jsou skladnější, neboť není potřeba závěsného zařízení, čímž zůstává prostor pod stropem garáže volný. Vrata vynikají jednoduchou funkčnosti, bezporuchovostí a ani nevyžadují přílišnou údržbu. Díky použití materiálů, jako je hliník, totiž nekorodují. Vrata se vyrábějí na míru, a tak není nutné dělat speciální stavební úpravy garáže.
Na druhou stranu do tohoto typu vrat nelze zabudovat dveře ani okna. U rolovacích vrat je navíc omezená šířka vrat kvůli možnému prohýbání lamel díky větru apod. K další nevýhodě patří skutečnost, že pokud jsou lamely znečištěné, může dojít k jejich poškrábání při používání. Je potřeba si také uvědomit, že tento typ díky své konstrukci může špatně těsnit, čímž vznikají tepelné ztráty.
Vrata bývají sice zabezpečena protipádovou brzdou i proti nadzvednutím zloději, avšak proti násilnému vloupání jsou díky slabé síle materiálu téměř bezbranné.